# Radio Priego
Radio Priego es la emisora de radio municipal de la ciudad de Priego de Córdoba, provincia de Córdoba (España). Se trata de una emisora de titularidad pública, que ofrece contenidos de tipo generalista. La difusión de esta emisora abarca desde Priego de Córdoba hasta poblaciones cercanas.

## Historia de la radio en Priego
Diversas emisoras de radio han estado funcionando en la localidad de Priego de Córdoba a lo largo del tiempo. Las dos primeras emitían en onda media; una de ellas estaba ligada al Instituto Laboral de Priego de Córdoba (1957-1965), y la otra a la parroquia Virgen de las Mercedes y a su párroco, D. Domingo Casado. También hubo varias emisoras de frecuencia modulada (F.M.) creadas por grupos de jóvenes, como Radio Tiñosa (1984); Radio Priego dirigida por su propietario, Rafael Álvarez (1983-1989) y Radio Kompetencia (1984). Posteriormente, en 1990, se instaló una emisora de la Cadena RATO, la cual rápidamente se convirtió en Onda Cero (1990-2001), luego esta pasó a emitir la cadena Europa FM (2001-2021) y actualmente vuelve a emitir Onda Cero, ahora perteneciente al grupo Atresmedia Radio. En 2014 se presentó oficialmente la emisora municipal Radio Priego, la cual sigue activa en la actualidad. En 2016 Radio y Televisión de Andalucía comenzó a emitir en Priego sus cadenas Canal Sur Radio, Radio Andalucía Información y Canal Fiesta.

### Emisora Docente del Instituto Laboral de Priego de Córdoba

#### Antecedentes
En 1955 uno de los profesores del Instituto Laboral "Fernando III El Santo" de Priego (también llamado Centro de Enseñanza Media y Profesional en aquel momento) cedió una primitiva emisora de 40 W al centro, por lo que ya en ese momento el claustro estudió la posibilidad de realizar una programación cultural emitiendo durante unas pocas horas al día.

#### Creación

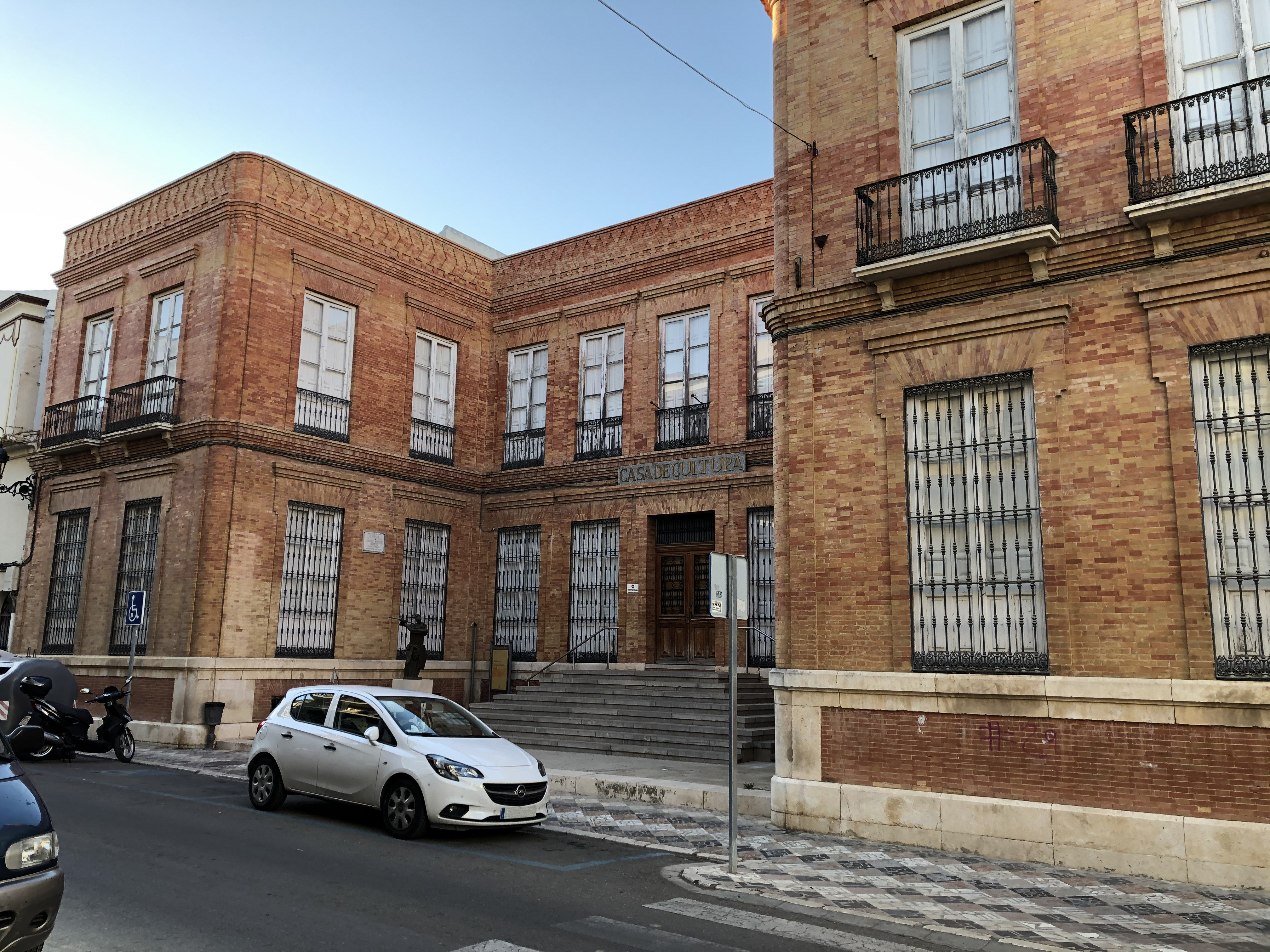
Edificio en el que estaba ubicado el Instituto Laboral "Fernando III El Santo" de Priego, donde se instalaron los estudios de la radio de Priego en 1957. Actualmente este edificio alberga la Casa de Cultura y el Centro del Profesorado (CEP). Más tarde el Instituto Laboral pasó a denominarse Instituto de Educación Secundaria (IES) Fernando III el Santo, el cual se encuentra actualmente en la avenida de Niceto Alcalá Zamora y Torres

En 1956, y tras varias solicitudes, la Dirección General de Enseñanza Laboral le concedió al mismo instituto una emisora de 150 W por plazo de tiempo ilimitado, y en febrero de 1957 se empezaron a emitir algunos programas de elaboración propia y música con una longitud de onda de 200 m. Los estudios se instalaron en el mismo instituto, y con el tiempo contaron con locutorio, sala de control, oficina administrativa, discoteca y salón de actos para emitir conferencias o programas con público en el centro. Estos estudios estaban conectados con línea telefónica directa al centro emisor, situado en el monte Calvario de Priego. La emisora tenía un radio de acción aproximado de 15 km, escuchándose en el término de Priego, Almedinilla, Carcabuey y Fuente Tójar.
Se nombró una junta rectora para la gestión de la emisora, que inicialmente estaba compuesta de profesores del instituto, aunque debido a la carga laboral que les implicaba la gestión de la emisora, con el tiempo se fue nombrando personal de fuera del centro.
En 1958 solo se contabilizaban 16 municipios en España que contaban con instituto con emisora de radio: Benicarló, Bermeo, Betanzos, Ejea de los caballeros, Gandía, Guadix, Medina del Campo, Noya, Puerto de Santa María, Sanlúcar de Barrameda, Santoña, Vall de Uxó, Vélez-Rubio, Vera, Villablino y Priego de Córdoba.
A finales de 1958 se sacaron a concurso público los puestos de control de la emisora y locutor. La primera plaza la obtuvo Carmen Ceballos Alcalá-Zamora y la segunda la obtuvo Carmen Millán Aranda. Otro de los locutores que destacó en esta emisora fue Francisco Tejero Stéger. Los tres continuaron en la emisora hasta el final de esta etapa de "Emisora Docente del Instituto Laboral de Priego de Córdoba, Ministerio de Educación Nacional" (EIL).
El 7 de julio de 1961 el claustro del instituto aprobó un estatuto para reglamentar el funcionamiento y gobierno de la emisora. En este estatuto se estipulaba que la misión principal era fomentar la cultura en la comarca y que el director sería un profesor del instituto nombrado cada año por el claustro de profesores. En este mismo año, y debido al éxito de un espacio de radio dedicado a las campañas de Navidad, el claustro de profesores acordó poner en manos del ayuntamiento el uso de la emisora a partir de las 15 h.

#### Programación
La programación se basaba en dos objetivos principales: el recreativo y el cultural. Siguiendo este último objetivo casi todos los profesores del centro hicieron alguna colaboración puntual en la radio.
Algunos de los programas de elaboración propia que se hicieron famosos fueron: "Hoja de almanaque", "Refranero agrícola", "Un pensamiento", "Amenidades", "Consultorio", "Páginas femeninas" y "Momento filosófico". También había programas de noticias como el "Noticiario local", la conexión con "Radio Nacional" y "Letras grandes del periódico". Se emitieron también otros programas como concursos e incluso cursos de formación, que iban desde "Teórico-Práctico para mecánicos y conductores" a "La mujer y la literatura". Sin olvidar los programas de música, que ocupaban una parte significativa de la programación.
Un ejemplo de programación en un día concreto podía ser:
- Tarde: Hoja del almanaque. Música popular española. Momento filosófico. Noticiario local. Música de zarzuela. Letras grandes del periódico. Música selecta. Sección dedicada a la agricultura, por Rafael Garzón. Música variada.
- Noche: Música popular española. Un pensamiento. Noticiario local. Una orquesta. Conferencia sobre higiene y sanidad, por el Dr. D. Balbino Povedano Ruiz. Música selecta. "Divagaciones sobre la novela", por Benjamín Julián. Música variada.

#### Cierre
El Plan Transitorio de Ondas Medias establecido por el Decreto 4.133/1964, de 23 de diciembre de 1964 (B.O.E. de 30 de diciembre) estableció las bases para la correcta utilización de las ondas medias, obligando a las emisoras locales de radio a trasladarse a frecuencia modulada. Por diversas circunstancias, incluyendo el cansancio del director de la emisora en aquella época, la emisora no se convirtió a F.M. y se cerró el 30 de junio de 1965, después de casi 15 años de existencia.

### Emisora parroquial de Don Domingo
En 1954 el sacerdote D. Domingo Casado Martín se convirtió en el párroco de la parroquia Virgen de las Mercedes de Priego. En 1956 se examinó en Córdoba, obteniendo el título de operador de emisora y una licencia para emitir otorgada por la Dirección General de Correos y Telecomunicación (E.A. 7 H.U.). En aquel momento era el único sacerdote en Andalucía con esta licencia, motivo por el cual, sus colegas radioaficionados lo llamaban "Capellán General de Andalucía".
El Ministerio de Información y Turismo le concedió una emisora de radio de onda media que se convirtió en el número 42 de la COPE. En el tejado de la casa parroquial se instaló la prominente antena de la emisora, con la que emitía con una potencia de 500 W. En esta emisora se emitieron programas culturales, recreativos y religiosos. También realizó una labor humanitaria en numerosas ocasiones, incluyendo accidentes y catástrofes. La publicidad sirvió de apoyo para su mantenimiento.
En 1961 el gobierno obligó a las emisoras locales a trasladarse a F.M. y sin publicidad. En este momento el obispado decidió cerrar la emisora; según Casado, debido a "la falta de visión de un eclesiástico que no comprendía la importancia que tenían los medios de comunicación".

### Radio Atalaya (Cabra)
Desde que se cerraron las emisoras de onda media hasta que se empezaron a crear emisoras de frecuencia modulada en Priego, la emisora de la vecina localidad de Cabra, La Voz de Córdoba-Radio Atalaya, sirvió en ocasiones de medio de comunicación también para la localidad de Priego. Radio Atalaya se creó a partir de la campaña benéfica de Navidad de 1959, empezando a emitir el 24 de septiembre de ese mismo año. Esta emisora estuvo funcionando como Radio Nacional hasta el 24 de julio de 1991. En la actualidad sigue emitiendo en 107,3 MHz F.M., aunque desde el 22 de abril de 1998 bajo titularidad municipal.
En la localidad de Priego hubo algunos corresponsales trabajando para esta emisora, y también se produjeron para ella en esta localidad algunos programas por ofrecimiento del entonces director de Radio Atalaya, Francisco Carmona Roldán, al Ayuntamiento de Priego. En concreto, Rafael Álvarez Ruiz-Ruano, director de los Estudios de Radio Medina Bahíga en la Avda. de América de Priego, junto con otros amigos colaboradores, produjo inicialmente el programa Portavoz desde el 21 de mayo de 1979, difundiendo a través de él, las noticias de Priego y de su comarca, entrevistas, etc. Después produjo el programa Radio - Revista. Estos programas se emitían de lunes a viernes y sirvieron de medio de comunicación para los prieguenses. En el segundo de estos programas se tocaban temas sociológicos y ecológicos, se potenciaba el folclore de Priego con cantautores y costumbres locales, se promocionaba la riqueza monumental de Priego, etc. Este estudio de radio se financiaba con los ingresos por publicidad y mediante una subvención que recibía del Ayuntamiento de Priego por fomentar Priego y por transmitir crónicas e informaciones de este ayuntamiento.
Distintos directores pasaron por Radio Atalaya, entre los que se encuentran: Manuel Mora Mazorriaga en 1964, Francisco Carmona en 1979, Adolfo Molina Guarddón en 1981, Margarita J. Mesa en 1985 y Carmina Alcázar en 1989.

### Radio Tiñosa
Dos jóvenes radioaficionados, Miguel Ángel Chinchilla y su amigo Francisco Jesús del Caño concibieron la idea de crear la emisora Radio Tiñosa. Esta emisora fue puesta en marcha a principios de agosto de 1984 junto con otros jóvenes. Para la puesta en marcha contaron con el técnico experto en equipos de radio, televisión y cine Juan García Ligero Llorca, conocido popularmente en la localidad como "Juanito el de los arradios". El estudio de la emisora se instaló en la calle Nuestra Señora de las Mercedes, en la casa particular de Miguel, colocando un repetidor de señal en el Calvario de Priego. Empezó emitiendo en la banda de 2 metros, después adquirió el antiguo emisor de Radio Priego de Rafael Álvarez pasando a emitir en FM en 103,6 MHz con 4 vatios.
La radio se mantuvo mediante donativos hasta su cierre el 7 de octubre de 1984. El fin de las emisiones de debe a la orden de la Junta de Andalucía de cerrar cerca de 50 emisoras ilegales que existían en Andalucía. Esta orden tuvo su origen en el acuerdo del Consejo de Gobierno del 17 de mayo de 1984.

### Radio Kompetencia
Esta fue la tercera emisora que emitió en F.M. en Priego, después de Radio Priego y Radio Tiñosa. Era llevada por un grupo de jóvenes, la mayoría estudiantes de B.U.P. y cercanos a los creadores de Radio Tiñosa, entre los que estaban Jerónimo Carrillo, Jesús Pulido, Carlos Molina, José A. García y Javier Sánchez. Comenzó a emitir en septiembre de 1984 durante los fines de semana con una potencia de 1 W y a una frecuencia de 103,7 MHz.

### Radio Priego de Rafael Álvarez
En 1983 Rafael Álvarez Ruiz-Ruano puso en marcha junto a otros jóvenes Radio Priego. Anteriormente Álvarez ya empezó a hacer programas de radio en 1979, los cuales eran emitidos por Radio Atalaya, emisora situada en la cercana localidad de Cabra. También pasó por Radio Juventud, en Madrid, y volvió a Priego, continuando con la producción para Radio Atalaya hasta que finalmente creó Radio Priego.
Inicialmente Radio Priego contaba con unos modestos equipos de emisión, y el estudio estaba instalado en el sótano de la casa de Rafael, quien fue el propietario y director de la emisora. La antena estaba situada en el Calvario de Priego, y el emisor, de 25 vatios conectado a esta, funcionaba gracias a la electricidad que le proporcionaba la Cofradía de los Dolores.
Posteriormente los estudios se trasladaron a la calle Cana de Priego. Se estuvo emitiendo 24 horas los 7 días de la semana. La dirección de Radio Priego estuvo considerando la oferta de hermanamiento con alguna de las cadenas de ámbito nacional, como Cadena Ser, pero fueron descartadas debido al breve espacio de tiempo (unas dos horas diarias) del que dispondría la emisora local para emitir programas libremente. No obstante, se llegó a un convenio con esta cadena nacional para emitir sus programas.
Se realizaban emisiones de entrevistas a pie de calle y en directo y de otros eventos diversos de interés general. Entre otras actividades, la emisora actuó de promotor en las 24 horas de fútbol sala (las cuales eran transmitidas en directo desde el campo), las veladas de trovas al aire libre (junto a la Cruz de la Aurora), carnavales (con concurso de disfraces en el antiguo Salón Jovi) y concurso de comparsas (en el Teatro Victoria).
Los miembros de esta emisora abrieron otra emisora (Radio Rute) en la cercana localidad de Rute, aunque estuvo poco tiempo funcionando. Radio Priego dejó de emitir el 7 de octubre de 1984 siguiendo las órdenes de la Junta de Andalucía, aunque retomó las emisiones poco tiempo después. En junio de 1989 entraron en las instalaciones de la emisora y precintaron los equipos, cerrando definitivamente la emisora. La dirección de la emisora intentó legalizar la emisión presentando en plazo una solicitud junto a un proyecto apoyado por miles de firmas de ciudadanos de la comarca. Sin embargo, esta solicitud fue rechazada a principios de agosto de 1989, sentenciando el cierre definitivo de la emisora.

### Cadena RATO
Aparte de la solicitud de Rafael Álvarez, la Junta de Andalucía recibió otras 13 solicitudes para instalar una emisora de radio en Priego. Entre estos otros solicitantes se encontraban la Cadena SER, COPE, Luis del Olmo, Mancomunidad Subbética, Cadena RATO y otros. Finalmente, la Junta de Andalucía adjudicó la licencia de emisión a la Cadena RATO. 
En 1989 el director regional de la Cadena RATO, Juan José Borjabad, afirmó sentirse satisfecho al haber obtenido puntos de emisión estratégicos, entre los que incluyó a Priego. De esta forma, en 1990 se instaló en Priego una emisora de la cadena de radio española Cadena RATO.

#### Onda Cero Priego

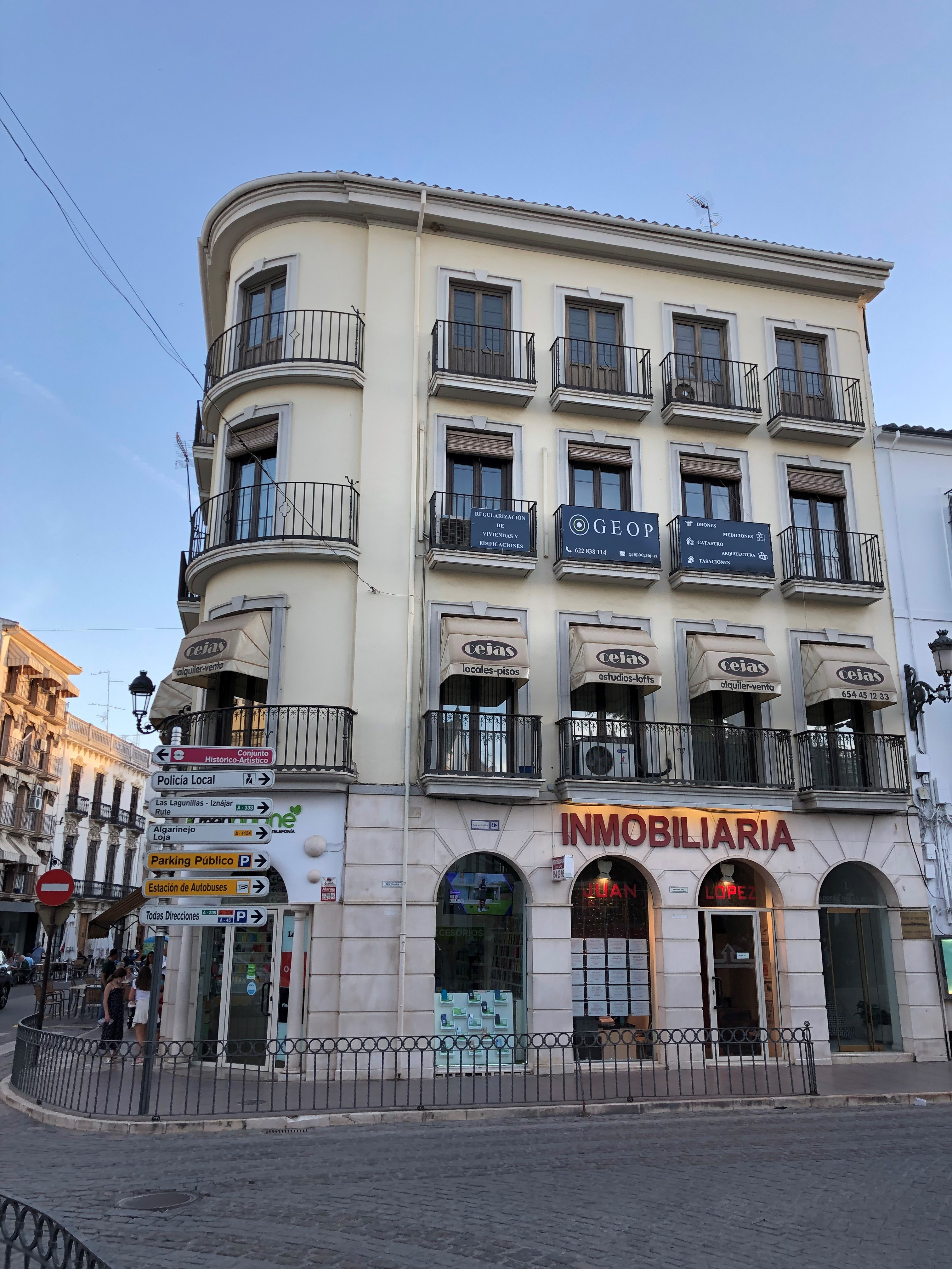
Edificio donde se instaló la sede de la emisora Onda Cero Priego y Europa FM en el centro de la localidad

En abril de 1990, la ONCE, propietaria de la cadena de emisoras Radio Amanecer, compró la mayor parte de las emisoras de la Cadena RATO. De esta fusión de empresas surgió Onda Cero, la cual comenzó a emitir como tal en noviembre de 1990. Por tanto, la emisora de priego pasó a formar parte de la cadena generalista y de ámbito nacional Onda Cero.
Inicialmente la emisora prieguense estaba dirigida desde Alcalá la Real, aunque después de unos meses se nombró a José Martínez Perea director de la emisora. Hasta entonces Martínez era locutor en la emisora que la misma cadena tiene en Huelva. Los estudios se instalaron en la calle Carrera de las Monjas, en pleno centro de la ciudad, y la antena se trasladó a Sierra Cristina, al lado del Santuario Virgen de la Cabeza, emitiendo con una potencia de 500 W. Entre los locutores estaban Pepe Caballero, Mª Ángeles Trachta y Malu Toro. Se emitían 5 horas diarias de programación local.
Esta emisora emitió la programación de Onda Cero hasta 2001. Estuvo utilizando la frecuencia 101,6 MHz y al final 87,7 MHz.

#### Europa FM
Uniprex S.A., la empresa que era propietaria de Onda Cero, detectó que parte de los oyentes estaban empezando a sintonizar una emisora musical no local y no legalizada (Cadena Energía en 88,8 MHz), y por tanto, consideró que los potenciales anunciantes de Priego preferían una radio musical, ya que esto aumentaría el número de oyentes. De este modo, en 2001 la empresa cambió la programación de la emisora y pasó a emitir su cadena musical Europa FM conservando la frecuencia 87,7 MHz. En aquel entonces el director de la emisora ya era Pepe Caballero.
 La plantilla se redujo y también la programación local, que pasó a dos horas diarias. La programación pasó a consistir principalmente en éxitos de música comercial de los últimos 20 años, tanto nacionales como extranjeros. Al final de la década de 2010 la cadena se volvió más estricta e impuso una radio fórmula que no dejaba margen a la emisora local para emitir canciones o programas que se salieran de lo marcado en cuanto a tipo de música u horario. Esto provocó que algunos programas locales como el de buscar la cesta en Navidad (Busca la cesta) o Distrito sur fueran suprimidos a pesar de su audiencia.

#### Onda Cero (Córdoba)
En 2021 se dejó de emitir la programación de Europa FM y se volvió a Onda Cero, en este caso reemitiendo la programación de Onda Cero Córdoba en la misma frecuencia que antes: 87,7 MHz.

### Radio Priego emisora municipal
En diciembre de 2005 el Ayuntamiento de Priego de Córdoba obtuvo la licencia de emisora municipal tras presentar a la Junta de Andalucía el proyecto elaborado por las periodistas M. Carmen Calmaestra y Malu Toro. El 24 de septiembre de 2014, la alcaldesa, María Luisa Ceballos Casas, junto a otros miembros de la corporación municipal, presentó la emisora municipal Radio Priego, después de que las emisiones de pruebas empezaran el 20 de septiembre de 2013. La emisora se encuentra asociada a la Asociación de Emisoras Municipales y Comunitarias de Andalucía de Radio y Televisión (EMA-RTV), una asociación sin ánimo de lucro que incorpora a unos 100 ayuntamientos y otros emisores en Andalucía de tipo municipal y ciudadano o comunitario. El ayuntamiento adquirió los equipos para emitir en 107,0 MHz F.M. y ha instalado la sede de la emisora en la segunda planta del Teatro Victoria de Priego.
El día 12 de septiembre de 2014, la emisora fue adjudicada por primera vez por un periodo de un año prorrogable a otro a Malu Toro mediante una licitación. Toro ya estuvo trabajando como redactora y locutora en Onda Cero durante más de 11 años (1990-2001) cuando dicha cadena tenía una emisora en Priego. Toro se mantuvo en la dirección de Radio Priego hasta diciembre de 2016. Después,  desde el 20 de febrero de 2017, fue la empresa Anexiona Comunicación S.L. la que se hizo cargo del contenido de esta emisora. En esta etapa los periodistas Laura Serrano y Antonio J. Roldán informan y presentan la actualidad. Esta adjudicación se prorrogó, hasta que el 13 de mayo de 2021 la empresa Canal Priego TV S.L. pasó a encargarse del contenido de la emisora.

## Emisoras en la actualidad
Actualmente se encuentran emitiendo en Priego las siguientes emisoras en F.M.:
- Onda Cero: 87,7 MHz
- Play radio Córdoba sur: 88,2 MHz
- Canal Fiesta Radio (RTVA): 96,5 MHz
- Canal Sur Radio (RTVA): 99,7 MHz
- Radio Andalucía Información (RAI) (RTVA): 105,2 MHz
- Radio Priego 107.0 FM: 107,0 MHz

## Situación actual de Radio Priego

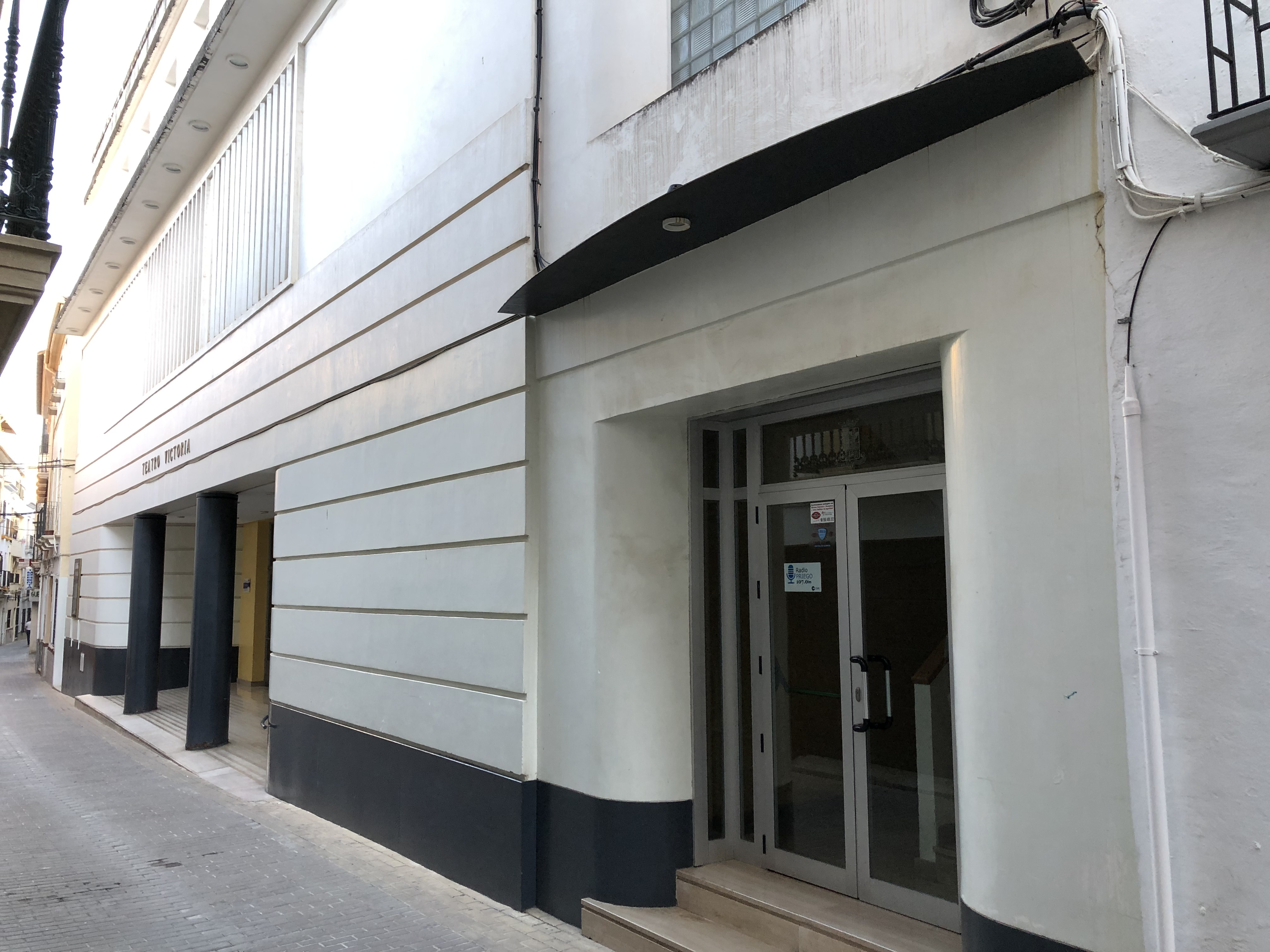
Sede de la emisora municipal Radio Priego, la cual comparte edificio con el Teatro Victoria

Radio Priego, la actual emisora municipal, inició sus emisiones de pruebas el 20 de septiembre de 2013, para ofrecer un medio de comunicación con una programación local considerable que cubriese las necesidades informativas de su población, la cual hasta entonces no se ofrecía en otros medios ya existentes. De hecho, el primer programa emitido fue un programa en directo sobre la feria AGROPRIEGO 2013 celebrada en Priego y conducido por la periodista Malu Toro. La sede de la emisora se encuentra en la calle Antonio de la Barrera, 19, en el mismo edificio donde se encuentra el Teatro Victoria.